# Olga Generalova
Olga Nikolajevna Generalova (Russisch: Ольга Николаевна Генералова) (Gorki, 4 april 1972) is een Russisch triatlete. Ze is vijfvoudig Russisch kampioen.
Generalova deed in 2004 mee aan de Olympische Zomerspelen van Athene. Ze behaalde een 31e plaats in een totaal tijd van 2:11.48,06. 
Ze is aangesloten bij MGFSO Dynamo, Moskva. Ze studeert sportwetenschappen aan de Universiteit van Moskou.

## Titels
- Russische kampioen triatlon: 5x

## Palmares

### triatlon
- 2003: 8e ITU wereldbekerwedstrijd in Ishigaki
- 2004: 13e ITU wereldbekerwedstrijd in Hamburg
- 2004: 31e Olympische Spelen in Athene - 2:11.48,06
- 2004: 24e WK olympische afstand in Funchal - 1:56.40
- 2006: DNF WK olympische afstand in Lausanne